# Popularizarea științei
Popularizarea științei este o interpretare a științei pentru audiența generală sau pentru copii și nu pentru oamenii de știință sau studenți. Formele principale de popularizare a științei sunt documentarele TV și literatura de popularizare a științei. Calitatea lucrărilor de popularizare a științei variază în limite largi, cele mai valoroase fiind produse de autori calificați atât în știință cât și în forma de comunicare adoptată (literatură sau film). Popularizarea științei nu trebuie confundată cu pseudoștiința sau cu lucrările produse de autori fără pregătirea și înțelegerea adecvată a subiectului. În special știrile din mass-media (ziare și televiziune) au tendința de prezenta în mod superficial, adeseori greșit, informațiile cu caracter științific, prin exagerare și/sau exploatarea senzaționalului.

## Istoria activității de popularizare în Romania
În România, popularizarea științei a cunoscut forme diferite de exprimare și niveluri calitative diferite în funcție de contextul socio-politic.
În perioada anterioară anului 1989, a predominat literatura de popularizare a științei, fiind publicate numeroase cărți și colecții cum sunt "Știința pentru toți". În general autorii erau oameni de știință iar calitatea lucrărilor poate fi apreciată ca satisfăcătoare. Singura serie televizată de documentare de popularizare a științei a fost în această perioadă "Teleenciclopedia".
După 1989, odată cu apariția televiziunii prin cablu și a internetului, s-au editat mai puține cărți de popularizare a științei, iar numărul documentarelor difuzate pe posturile TV românești și străine a crescut. De asemenea s-a intensificat fenomenul de exploatare a senzaționalului în știri și de prezentare eronată în presă a subiectelor cu caracter științific. Acest fapt, împreună cu apariția și creșterea numărului lucrărilor cu caracter pseudoștiințific, pe teme ca astrologia, chiromanția, horoscopul și altele, au redus în ansamblu calitatea actului de popularizare a științei în România.

## Vezi și
- Literatură de popularizare a științei
- Lista autorilor de popularizare a științei